# Listrognathus eccopteromus
Listrognathus eccopteromus är en stekelart som beskrevs av Tohru Uchida 1930. Listrognathus eccopteromus ingår i släktet Listrognathus och familjen brokparasitsteklar. Inga underarter finns listade i Catalogue of Life.